# Sadiel
Sadiel (ahora Ayesa Advanced Technologies) era una compañía española de consultoría TIC y Servicios Tecnológicos y Outsourcing, integrada en la multinacional Ayesa. Operaba en cuatro áreas de negocio -Energía e Industria, Banca y Seguros, Sector Público, Telecomunicaciones- y estaba situada entre las diez primeras consultoras españolas del sector nacional. 
La compañía ha recibido numerosos galardones y distinciones.

## Premios
- 2009
  - Premio a la Innovación Tecnológica de la revista “Ejecutivos”.
  - Medalla de la Ciudad de Sevilla.
  - Premio “Formación y Empresa” de la Cámara de Comercio de Sevilla.

- 2008
  - Premio “Formación y Empresa” de la Cámara de Comercio de Sevilla.
  - Mejor Empresa de Base Tecnológica por la Escuela de Organización Industrial (EOI).

- 2007
  - Mejor nuevo partner europeo de Google.[1]
  - Premio Antares Empresa del año.[2]
  - Premio a la Excelencia Empresarial por el Colegio Oficial de Ingenieros de Telecomunicación de Andalucía Occidental y Ceuta.

- 2006 
  - Mejor Empresa TIC en la Sociedad de la Información de la Junta de Andalucía.
  - Una de las 25 mejores empresas españolas que mejor cuidan a sus empleados, según el índice Great Place to Work.